# Jenő Fock
Jenő Fock (né le 17 mai 1916 à Budapest, mort le 22 mai 2001) est un homme d'État hongrois.

## Biographie
Il exerce le métier de mécanicien puis entre au Parti communiste hongrois en 1937. Il est nommé ministre délégué à la métallurgie et l'énergie de 1951 à 1954. Il est secrétaire du conseil national du mouvement syndical jusqu'en 1957. Il est nommé secrétaire au comité central du Parti socialiste ouvrier hongrois jusqu'en 1961. Il est vice-président du conseil des ministres en 1961. 
Il est nommé premier ministre le 14 avril 1967 par Pál Losonczi. Son mandat se caractérise par un programme libéral de réformes économiques avec une révision de la planification centralisée et une autonomie accrue des entreprises. Le niveau de vie s'améliore. Une coopération économique plus étroite avec l'Occident s'instaure, un accord en janvier 1969 est conclu avec le Vatican qui rétablit la hiérarchie catholique. Les conseils locaux sont transformés en « organes autonomes socialistes » . L'influence des syndicats se développe, et leur secrétaire général participe au Conseil des ministres. Il démissionne de son poste pour raisons de santé en mai 1975 puis il abandonne la politique en 1980.

## Source
- Harris Lentz Heads of states and governments since 1945 éd.Routledge 2013  p. 370  (ISBN 1-884964-44-3)